# Open di Francia 1974
L'Open di Francia 1974 è stata la 73ª edizione degli Open di Francia di tennis, si è svolto sui campi in terra rossa dello Stade Roland Garros di Parigi, Francia, dal 3 al 16 giugno 1974.
Il singolare maschile è stato vinto dallo svedese Björn Borg, che si è imposto sullo spagnolo Manuel Orantes in cinque set col punteggio di 2–6, 6(1)–7, 6–0, 6–1, 6–1. Il singolare femminile è stato vinto dalla statunitense Chris Evert, che ha battuto in tre set la sovietica Ol'ga Morozova. Nel doppio maschile si sono imposti Dick Crealy e Onny Parun. Nel doppio femminile hanno trionfato Chris Evert e Ol'ga Morozova. Nel doppio misto la vittoria è andata a Martina Navrátilová in coppia con Iván Molina.

## Seniors

### Singolare maschile
Björn Borg ha battuto in finale  Manuel Orantes con il punteggio di 2–6, 6(1)–7, 6–0, 6–1, 6–1.

### Singolare femminile
Chris Evert ha battuto in finale  Ol'ga Morozova con il punteggio di 6–1, 6–2.

### Doppio maschile
Dick Crealy /  Onny Parun hanno battuto in finale  Bob Lutz /  Stanley Smith con il punteggio di 6–3, 6–2, 3–6, 5–7, 6–1.

### Doppio Femminile
Chris Evert /  Ol'ga Morozova hanno battuto in finale  Gail Sherriff Chanfreau Lovera /  Katja Burgemeister Ebbinghaus con il punteggio di 6–4, 2–6, 6–1.

### Doppio Misto
Martina Navrátilová /  Iván Molina hanno battuto in finale  Rosie Darmon /  Marcelo Lara con il punteggio di 6–3, 6–3.